# Carcass
Carcass es un cuarteto británico de metal extremo, fundado en Liverpool en 1985 bajo el nombre de Disattack como una banda de d-beat brutal llena de energía, con letras sobre enfermedades humanas, con una atmósfera carnicera y llena de un sonido crudo e intenso. Carcass fue innovadora, formando parte de la oleada de bandas de agresividad como Napalm Death y Pungent Stench. También acabarían convirtiéndose en una de las bandas pioneras del death metal melódico con su tríada de álbumes lanzados en la década de los 90's: Necroticism, Heartwork y Swamsong.

## Historia
Los dos primeros álbumes hicieron que los seguidores de la música más extrema se fijaran en ellos: al sonido saturado de ruido, algo hecho con toda premeditación, se unían letras provocativas y viscerales, con títulos tan sugerentes como "Exhume to Consume" o "Vomited Anal Tract".
Tras los primeros discos la banda evolucionó hacia un estilo más depurado y técnico. El perfecto equilibrio entre agresividad y técnica lo encontramos en el disco Necroticism: Descanting the Insalubrious, que posiblemente sea su obra más representativa. El disco, dotado de riffs y cambios de ritmo muy elaborados, a los que se unen unos textos de pseudomedicina declamados con una cadencia especial por la voz de Jeff Walker, sumerge al oyente en una atmósfera malsana al mismo tiempo que embriagadora. Uno de los temas que más destaca en todos estos aspectos es "Pedigree Butchery".
A mediados de los '90, después de editar sus trabajos de mayor éxito comercial, la banda ya tenía problemas con su disquera, que junto a diferentes puntos de vista entre los miembros acerca de hacia qué destino musical avanzar acabaron con la disolución del grupo. Bill Steer se fue a hacer rock and roll y blues y los miembros restantes formaron Black Star, inspirados en la canción del mismo nombre del álbum Swansong, orientados a un metal más melódico influenciado por el hard rock de los 70. Michael Amott, que dejó la banda antes de la publicación de su último y póstumo disco, se centró en lo que entonces eran proyectos paralelos del guitarrista, Arch Enemy, banda de death metal melódico y Spiritual Beggars, banda muy influida por los grandes grupos de hard rock de los años 1970.
Tras la disolución vio la luz Wake Up and Smell the... Carcass, una especie de testamento de la banda en el que junto a temas nuevos se pueden encontrar rarezas y versiones en directo.
Jeff Walker toca con "Brujería" y lanzó un disco como solista con versiones de música country, en el que colaboraron Bill Steer y Ken Owen. Y actualmente Carcass regresa a tocar en vivo y sale a la venta la reedición del disco Necroticism: Discanting the Insalubrious y Heartwork que incluye un DVD documental. 
En septiembre de 2013 se lanzó su primer disco en 17 años, llamado Surgical Steel el cual contiene 11 canciones y 1 bonus track (2 en la edición japonesa), con la participación de Walker, Steer y los nuevos miembros Daniel Wildig en batería y Ben Ash en guitarra. Se caracteriza por contener recursos utilizados en anteriores etapas de la banda, mezclando agresividad y rapidez con melodías. El disco fue muy bien recibido por las críticas, muchas revistas del ambiente lo citaron como el mejor disco de metal del año.
En 2020 la banda sacó un EP de nombre Despicable, el cual también recibió buenas críticas en general, consolidando una vez más su sonido, pero centrándose en la parte melódica más que en la velocidad, pero con el sonido que siempre los ha caracterizado a lo largo de su carrera. Se espera su nuevo álbum en 2021. 

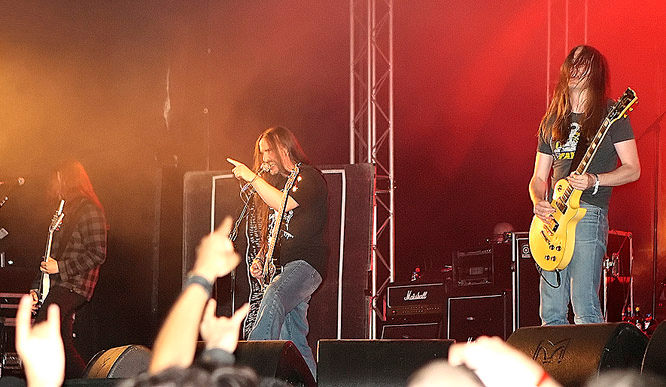
Carcass en el Festival Vagos Open Air 2010 (Aveiro-Portugal)

## Miembros
- Jeff Walker - Voz, Bajo (1985 - 1995, 2007 - presente)
- Bill Steer - Guitarra líder, coros (1985 - 1995, 2007 - presente)
- Daniel Wilding - Batería (2012 - presente)

Miembros pasados
- Sanjiv - Voz (1986 - 1987)
- Carlo Regadas - Guitarra rítmica (1994 - 1995)
- Ken Owen - Batería (1985 - 1995)
- Michael Amott - Guitarra rítmica (1990 - 1993, 2007 - 2013)
- Daniel Erlandsson - Batería (2007 - 2012)
- Ben Ash - Guitarra rítmica (2013 - 2018)

Tom Draper - Guitarra rítmica (2018 - 2022)

## Discografía
| Álbumes de estudio - 1988: Reek of Putrefaction - 1989: Symphonies of Sickness - 1991: Necroticism: Descanting the Insalubrious - 1993: Heartwork - 1996: Swansong - 2013: Surgical Steel - 2021: Torn Arteries EP - 1986: A Bomb Drops... (Disattack) - 1989: The Peel Sessions - 1990: Live St. George's Hall, Bradford 15.11.89 - 1992: Tools of the Trade - 1993: The Heartwork EP - 2014: Surgical Remission / Surplus Steel - 2020: Despicable Demo - 1987: Flesh Ripping Sonic Torment | Álbumes recopilatorios - 1996: Wake Up and Smell the... Carcass - 1997: Best of Carcass - 2004: Choice Cuts - 2014: Carcass / Godflesh - Grind Madness At The BBC - The Earache Peel Sessions - 2016: The Best of Carcass Sencillos - 1993: Buried Dreams - 1993: Embodiment - 1993: No Love Lost - 1994: Heartwork - 1995: Go To Hell - 2013: Captive Bolt Pistol - 2019: Under the Scalpel Blade - 2021: Kelly’s Meat Emporium - 2021: Dance of Ixtab (Psychopomp & Circumstance March No. 1) |

## Videografía
- 1991: Corporal Jigsore Quandary
- 1992: Incarnated Solvent Abuse
- 1994: Heartwork
- 1994: No Love Lost
- 1995: Keep On Rotting In The Free World
- 2001: Wake up and Smell The... (DVD)
- 2008: The Pathologist's Report, mini-documentary (DVD)
- 2013: Unfit For Human Consumption
- 2014: The Granulating Dark Satanic Mills
- 2021: The Scythe's Remorseless Swing